# Mrs. Miniver (personnage)
 (janvier 2020).

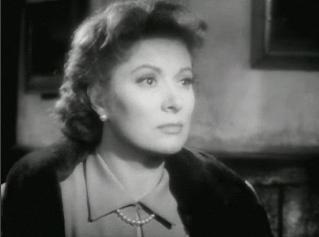
L'actrice Greer Garson dans le rôle de Mrs. Miniver, dans l'adaptation cinématographique de 1942.

Mrs. Miniver est un personnage fictif créé par l'autrice anglaise Jan Struther (en) en 1937 pour une série dans The Times. Cette œuvre de Jan Struther a été adapté au cinéma en 1942 par William Wyler. 

## Origine
Dans les années 1930, Jan Struther commence à écrire pour  Punch Magazine. C'est alors que Peter Fleming, du Times, lui demande d'écrire une série pour le journal, sur "une sorte de femme ordinaire qui mène une sorte de vie ordinaire - plutôt comme vous ". Le personnage créé en 1937, Mrs. Kay Miniver, connait un énorme succès et la série est publiée sous forme de livre en 1939. Au début de la guerre, ce livre est adapté en un film américain, patriotique et sentimental, Madame Miniver, sorti en 1942, qui remporte six Oscars, dont celui du meilleur film. 
Les chroniques du Times sont de courtes réflexions sur la vie quotidienne, inspirées de la famille et des expériences de Struther. Alors que la série commence par des scènes d’intérieur où le monde extérieur apparait peu, l'approche de la Seconde Guerre mondiale assombrit le monde de Mrs. Miniver. L'une des scènes les plus mémorables apparaît vers le milieu de la série, où les Miniver reçoivent des masques à gaz.

## Publication du livre
La série est publiée pour la première fois sous forme de livre en 1939, peu après le déclenchement de la Seconde Guerre mondiale. Struther arrête de publier régulièrement cette année, mais elle écrit une série de lettres de Mme Miniver, développant les expériences du personnage en temps de guerre. Celles-ci sont publiées dans des éditions ultérieures. 
Le livre remporte un grand succès, en particulier aux États-Unis, où Struther fait une tournée de conférences peu de temps après la sortie du livre. 
Les États-Unis étaient encore officiellement neutres, mais alors que la guerre avec l'Allemagne nazie s'intensifiait en Europe, les tribulations de la famille Miniver intéressent assez le public américain pour que le président Franklin D.Roosevelt le crédite d'avoir accéléré la participation des Etats-Unis à la guerre. Winston Churchill aurait déclaré : "sa propagande vaut bien plusieurs cuirassés" . D'après le livre de Bernard Wasserstein, "Barbarisme et civilisation", Churchill aurait affirmé que le livre (et plus tard le film) valait "six divisions d'effort de guerre". 
En 1942, à la sortie du film, Roosevelt ordonna de se précipiter dans les salles de cinéma. 

## Adaptations cinématographiques
L'adaptation cinématographique de Mrs Miniver est produite par MGM en 1942 avec Greer Garson dans le rôle principal et  réalisé par William Wyler. Sous l'influence de l'Office of War Information, le film a tenté de détruire la représentation de l'Hollywood d'avant-guerre de la Grande-Bretagne comme un bastion glamour de privilèges sociaux  et de snobisme, en faveur d'images plus démocratiques et modernes. À cette fin, le statut social dont jouissait la famille Miniver dans le livre est abaissé et une attention accrue est accordée à l'érosion des barrières de classe sous les pressions de la guerre. En 1942, le film remporte un Oscar dans la catégorie du meilleur film et Greer Garson et Teresa Wright remportent respectivement un Oscar dans la catégorie Meilleure actrice et Meilleure actrice dans un second rôle. Le film rapporte 5 358 000 $ en Amérique du Nord (le plus élevé de tous les films MGM à l'époque) et 3 520 000 $ à l'étranger. En Grande - Bretagne, il est nommé premier au box-office de 1942. 555 des 592 critiques de films interrogés par le magazine américain Film Daily le nomment le meilleur film de 1942. 
Une suite de Mme Miniver, The Miniver Story  est réalisée par le même studio en 1950 avec Greer Garson et Walter Pidgeon reprenant leurs rôles originaux. Les personnages étaient inspirés de ceux du film original, mais leur créatrice, Jan Struther, n'y participe pas. 

## Adaptation à la  radio
En 1944, CBS Radio présente une série du vendredi soir nommée Mme. Miniver avec Judith Evelyn et Karl Swenson, bientôt remplacés par Gertrude Warner et John Moore. Mais l'émission ne dure que 9 mois.  

## Adaptation télévisuelle
En 1960, CBS Television présente Mme Miniver avec Maureen O'Hara dans le rôle-titre, Leo Genn dans celui de Clem Miniver, Juliet Mills et Keir Dullea. L'adaptation est réalisée par George Bart et dirigée par Marc Daniels . 

## Voir également
- Madame Miniver